# سلام ويب
سلام ويب متصفح ويب مبني على كود متصفّح كروميوم مفتوح المصدر، طوّرته شركة سلام ويب تكنولوجي DMCC في دبي. وعلى الرغم من أنه متاح للمستخدمين عمومًا، إلا أنه يستهدف أولاً وقبل كل شيء الجمهور المسلم. ذلك أن المتصفح يراعي الشريعة الإسلامية والتقاليد وهو معتمد كمتصفح ويب متوافق مع المسلمين.
يعد المتصفح أيضًا مكون رئيسي لنظام رقمي متكامل مخصص للمسلمين، حيث يتضمن تطبيقات الويب ومجلة SalamToday ، وهي مجلة على الإنترنت لها إصدارات محلية ودولية.
تطبيق SalamWeb متاح لأنظمة تشغيل ويندوز، MacOS، أندرويد، وiOS. وهو يدعم لغات متعددة أبرزها العربية، الإنجليزية، الأردو، الروسية، والتركية.

## الخصائص

### الخصائص الرئيسية
من أجل إنشاء نظام رقمي متناسب مع المسلمين، تستخدم SalamWeb برنامج SalamWebProtect ، وهو نظام ثلاثي الطبقات يقوم بتصفية «المحتوى الحرام» - أي المحتوى والمنتجات والخدمات التي تسيء إلى المسلمين أو تخالف تعاليمهم، وكذلك تلك المواد الضارة بالأطفال. يشتمل النظام على المرشحات المدمجة، وبرنامج التعرف على الصور بالذكاء الاصطناعي ونظام فحص قائم على تقاليد المجتمع والتغذية الراجعة من الزوار، حيث يقوم المستخدمون بوضع علامة على المحتوى غير المناسب.
الصدقة تعني فعل الخير دون توقع أي شيء في سبيل الله. تسعى «سلام صدقة» إلى إشراك المسلمين في العمل الخيري وتذكيرهم بأن الصدقة هي فكرة مركزية في الإسلام. «سلام صدقة» هو أيضًا التزام من سلام ويب بالتبرع لمشروع خيري في كل مرة يستخدم فيها سلام ويب (بالاشتراك مع Global Sadaqah ، وهي مؤسسة خيرية إسلامية عالمية).
تساعد SalamWebWidgets المسلمين في ممارسة شعائر الإسلام مع البقاء على اتصال مع التكنولوجيا والإنترنت. وتشمل مواقيت الصلاة، والتي تُظهر وقت الصلاة القادم، كذلك بوصلة اتجاه الصلاة التي تُظهر اتجاه القبلة، اقتباسات يومية، وتحديد المساجد القريبة وغير ذلك.
سلام ويب مبني على الكروم ويحتفظ بوظائفه. لذلك يمكن للمستخدمين الاستفادة من الإضافات المطورة لجوجل كروم.

### التصفح الاجتماعي
من الإصدار 4.4 يحتوي برنامج SalamWeb على عناصر التصفح الاجتماعي. SalamWebTalks ، أداة التعليق والتصنيف، مضمنة في المتصفح. على هذا النحو، تدعي الشركة، أنها تسمح بالتعليق على أي صفحة ويب طالما أنها تحتوي على عنوان URL.

### اللغات
المتصفح متاح باللغات: العربية، الإنجليزية، الأردو، الروسية، التركية، البنغالية، والبهاسا (الماليزية والإندونيسية).

### سلام ويب اليوم
SalamWebToday هي مجلة على الإنترنت تسعى إلى إشراك المسلمين في حوار حول معنى أن تكون مسلمًا في عالم تهيمن عليه التكنولوجيا. [20] اعتبارًا من يوليو 2020، يتوفر موقع «سلام ويب اليوم» باللغة العربية، البنغالية، الإنجليزية، الفرنسية، الإندونيسية، الملايو، الروسية والتركية.

### الأفكار والتأثير الثقافي
لا يزال العالم الإسلامي منقسمًا على الإنترنت. بالنسبة للبعض، الإنترنت هو تقنية مشكوك فيها يستخدمها الأطفال كما ناشرو المواد الإباحية وغاسلي الأموال والمحتالون. بالنسبة للآخرين، هو مجرد امتداد للواقع، وبالتالي، محايد أخلاقياً.
يقف موقع سلام ويب مع هؤلاء المثقفين المسلمين الذين يطالبون بوجوب النظر إلى الإنترنت على أنها أداة «لإعادة إحياء» الإسلام، أي إعادة تفسير المذاهب الإسلامية بطريقة تجعلها أكثر ارتباطًا بالعصر الحديث. فهم يقولون إن الإنترنت، إذا ما تم فهمه بشكل صحيح، يمكن أن يساهم في نوع من النهضة الإسلامية مماثلة لما كان عليه المجتمع الإسلامي من ازدهار وتقدم خلال العصر العباسي. لتحقيق ذلك، يسعى موقع سلام ويب إلى تعزيز المفهوم الإسلامي للإجماع، وهو بناء المعرفة والفهم من خلال النقاش المستنير.

### التقييم والتناول
تم اعتماد موقع SalamWeb من قبل هيئة الرقابة الشرعية الدولية في Amanie باعتباره متوافقًا مع المسلمين، واعتبارًا من ديسمبر 2019، يعتبر المتصفح الوحيد الذي حصل على هذه الشهادة. وقد تم اعتماده من قبل مؤسسة الاقتصاد الرقمي الماليزي باعتباره متوافقًا مع دليل الاقتصاد الرقمي الإسلامي (Mi'yar).
تلقى موقع سلام ويب تقييمات إيجابية من المستخدمين والنقاد المتقدمين تقنيًا. وفقًا لـ Bloomberg News ، وذلك في نفس الوقت الذي تتزايد فيه المخاوف بشأن الخصوصية والتحيز وإساءة الاستخدام عبر الإنترنت، هناك بالفعل حاجة إلى متصفح متوافق مع القيم الإسلامية. تكتسب شبكة سلام ويب شعبية كبديل مناسب للمسلمين الذين يفضلون المحتوى المتوافق مع القيم الإسلامية، وذلك وفقًا لتقارير الإدارة المالية.
وفقًا لـ Techwire Asia و MyEverydayTech، فإن المتصفح فعال في الغالب لاحتواء المحتوى «الحرام»، أي المحتوى المحظور أو المسيء للمسلمين.